# Уильям Фиц-Дункан
Уильям Фиц-Дункан (англ. William fitz Duncan или Виллем мак Доннчад (среднеирл. Uilleam mac Donnchada; умер между 1151 и 1154) — англо-шотландский аристократ, феодальный барон Аллердейла, Скиптона и Коупленда, сын шотландского короля Дункана II от брака с Этельдредой, дочерью Госпатрика, графа Нортумбрии. В английских источниках XIII века Уильям называется с титулом «граф Морей», однако в шотландских источниках он с этим титулом никогда не упоминается. До 1130-х годов Уильям, вероятно, был признанным наследником шотландского престола, позже получил владения в Морее. Благодаря браку он унаследовал также владения в Англии. 
Потомки Уильяма, носивших родовое прозвание «Макуилямов», восставали против королей Вильгельма I Льва и Александра II, предъявляя права на шотландский трон.

## Происхождение
Уильям происходил из шотландской королевской Данкельдской династии. Его отцом был шотландский король Дункан II, сын короля Малькольма III от первого брака с Инебогой Оркнейской, который оспаривал шотландский престол с дядей Дональдом III. В 1093 году Дункану II удалось с помощью англичан и французов сместить дядю, но 12 ноября 1094 года был убит.
Дункан II был женат на Этельдреде, дочери бежавшего в 1072 году в Шотландию Госпатрика, графа Нортумбрии. Единственным известным сыном, родившимся в этом браке, был Уильям.

## Биография
Уильям родился между 1091 и 1094 годами. Впервые в источниках он упоминается в хартии своего отца, датированной 1093 годом, однако фактически эта хартия была издана в 1094 году.
А. А. М. Дункан считает, что Уильям, возможно, прибыл в Шотландию из Англии вместе со своим дядей будущим королём Давидом I. А после того как тот в 1124 году стал шотландским королём, эффективно поддерживал его. По мнению современных историков, Уильям во время правления королей Александра I и Давида I был признанным наследником шотландского престола. Только в 1130-е годы наследником вместо него был признан ставший совершеннолетним принц Генрих, сын Давида I. В качестве компенсации Уильям, по мнению Р. Орама, получил обширные владения погибшего в 1130 году мормэра Морея Энгуса, внука короля Лулаха. В английском источнике XIII века Уильям назван с титулом «граф Морей», однако он никогда не назывался с ним в шотландских источниках.
После смерти короля Англии Генриха I в его королевстве началась Гражданская война между сторонниками его дочери императрицы Матильды и племянника Стефана Блуаского. Давид I в 1138 году решил вмешаться в конфликт на стороне Матильды. Летом Уильям Фиц-Дункан вторгся в Йоркшир и опустошил Крейвен, а 10 июня разбил англичан в битве при Клитеро. В августе он присоединился к армии Давида I в Коутон-Муре. Там он яростно выступил против попыток Роберта Брюса, лорда Аннандейла, убедить шотландского короля отступить, обвинив Брюса в измене. После этого Уильям принимал участие в проигранной битве Штандартов, но, по мнению А. А. М. Дункана, в 1141 году не сопровождал короля на юг. После этого до 1151 года его имя появляется в королевских хартиях, но больше о его жизни в этот период ничего не известно.
Уильям был женат на Элис де Рюмили, дочери Уильяма ле Мешена, феодального барона Скиптона и Коупленда. После смерти её брата он стал претендовать на её наследство. В 1151 году король Давид силой утвердил Уильяма в качестве барона Скиптона и Коупленда. Кроме того, через мать он унаследовал в Англии ещё и Аллердейл к югу от Деруэнта.
Уильям умер не позже 1154 года, когда он назван мёртвым в одной из хартий. Возможно, что брак с Элис был вторым. И от первого брака родился сын Госпатрик, который упоминается только однажды. 
От брака с Элис де Рюмильи Уильям оставил сына Уильяма, известного под прозвищем «мальчик из Эгремонта». Он унаследовал Скиптон и Коупленд, но никогда не претендовал на шотландский престол. Уильям Младший умер в 1163 году, после чего его английские владения были разделены между тремя сёстрами.
Ещё у Уильяма Фиц-Дункана известен сын Дональд Мак-Уильям, который родился от первого брака или был незаконнорождённым. Дональд и его сыновья известны с родовым прозванием Макуильямов; они восставали против королей Вильгельма I Льва и Александра II, предъявляя права на шотландский трон.

## Брак и дети
Имя и происхождение первой жены Уильяма неизвестно; возможно, что она была не жена, а любовница. Дети:
- Госпатрик[3].
- Дональд Макуильям (убит 31 июля 1178)[3][11].

2-я жена: Элис де Рюмильи, леди Скиптона, дочь Уильяма ле Мешена, феодального барона Скиптона и Коупленда, и Сюзанны де Рюмильи. Дети:
- Уильям «мальчик из Эгремонта» (умер в 1163)[3].
- Сисилия (умерла до 1190), леди Скиптона; муж: Уильям (Гильом) Великий (умер 20 августа 1179), граф Омальский и феодальный барон Холдернесса с 1127 года[3].
- Амабель (умерла до 1201), леди Эгремонта; муж: до 1162 Рейнольд де Люси (умер 1199/1200), хранитель Ноттингемского замка в 1174 году[3].
- Элис (умерла в 1212/1215), леди Аллердейла и Кокермута; 1-й муж: Жильбер Пиппард (умер в 1191/1192), шериф Глостера и Херефорда; 2-й муж: до 8 декабря 1195 Роберт де Куртене (ум. 1206/1209), 2-й барон Саттон из Беркшира, шериф Камберленда[3].